# العلاقات العراقية النمساوية
العلاقات العراقية النمساوية هي العلاقات الثنائية التي تجمع بين العراق والنمسا.

## مقارنة بين البلدين
هذه مقارنة عامة ومرجعية للدولتين:
| وجه المقارنة                                              | العراق                       | النمسا                                                    |
| --------------------------------------------------------- | ---------------------------- | --------------------------------------------------------- |
| المساحة (كم2)                                             | 437.07 ألف                   | 83.86 ألف                                                 |
| عدد السكان (نسمة)                                         | 38.27 مليون                  | 8.81 مليون                                                |
| الكثافة السكانية (ن./كم²)                                 | 87.56                        | 105.06                                                    |
| العاصمة                                                   | بغداد                        | فيينا                                                     |
| اللغة الرسمية                                             | اللغة العربية، اللغة الكردية | اللغة الألمانية، لغة الإشارة النمساوية ‏                   |
| العملة                                                    | دينار عراقي                  | يورو، شلن نمساوي، رايخ مارك، شلن نمساوي                   |
| الناتج المحلي الإجمالي (بليون دولار)                      | 197.72 مليار                 | 416.60 مليار                                              |
| الناتج المحلي الإجمالي (تعادل القوة الشرائية) بليون دولار | 560.73 مليار                 | 426.99 مليار                                              |
| الناتج المحلي الإجمالي الاسمي للفرد دولار أمريكي          | 4.94 ألف                     | 43.77 ألف                                                 |
| الناتج المحلي الإجمالي للفرد دولار أمريكي                 | 15.06 ألف                    | 47.68 ألف                                                 |
| مؤشر التنمية البشرية                                      | 0.654                        | 0.885                                                     |
| رمز المكالمات الدولي                                      | +964                         | +43                                                       |
| رمز الإنترنت                                              | .iq                          | .at                                                       |
| المنطقة الزمنية                                           | ت ع م+03:00، ت ع م+04:00     | توقيت وسط أوروبا، ت ع م+01:00، ت ع م+02:00، أوروبا/فيينا ‏ |

## منظمات دولية مشتركة
يشترك البلدان في عضوية مجموعة من المنظمات الدولية، منها:
| علم المنظمة | اسم المنظمة                        | تاريخ انضمام العراق | تاريخ انضمام النمسا |
| ----------- | ---------------------------------- | ------------------- | ------------------- |
|             | مؤسسة التنمية الدولية              | 29 ديسمبر 1960      | 28 يونيو 1961       |
|             | يونسكو                             | 21 أكتوبر 1948      | 13 أغسطس 1948       |
|             | وكالة ضمان الاستثمار متعدد الأطراف | 6 أكتوبر 2008       | 16 ديسمبر 1997      |
|             | الأمم المتحدة                      | 21 ديسمبر 1945      | 14 ديسمبر 1955      |
|             | الاتحاد البريدي العالمي            | ?                   | ?                   |
|             | البنك الدولي للإنشاء والتعمير      | 27 ديسمبر 1945      | 27 أغسطس 1948       |
|             | الاتحاد الدولي للاتصالات           | 12 نوفمبر 1928      | 1866                |
|             | منظمة حظر الأسلحة الكيميائية       | ?                   | ?                   |
|             | مؤسسة التمويل الدولية              | 27 ديسمبر 1956      | 28 سبتمبر 1956      |
|             | منظمة الشرطة الجنائية الدولية      | ?                   | ?                   |

## أعلام
هذه قائمة لبعض الشخصيات التي تربطها علاقات بالبلدين:
- سوزان أيوب (1956[19] – )
- عمر الراوي (سياسي نمساوي، 8 مايو 1961 – )

## وصلات خارجية
- موقع وزارة الخارجية العراقية
- موقع وزارة الخارجية النمساوية